# Arrayán Alto
Arrayán Alto es un caserío peruano ubicado en el distrito de Frías, perteneciente a la provincia de Ayabaca del departamento de Piura, al norte del Perú.

## Ubicación
Arrayán Alto se ubica al suroeste de la provincia de Ayabaca, en el distrito de Frías, en el departamento de Piura.

## Demografía
En 2017 Arrayán Alto tenía una población de 109 habitantes.
| Gráfica de evolución demográfica de Arrayán Alto entre 1993 y 2017 |
|                                                                    |
| Fuentes: Población 1993 (junto con Arrayán Bajo) y 2017            |